# 嫌子
嫌子（けんし）とは行動分析学における正の罰、負の強化の行動随伴性を説明する際に混乱を避けるため作られた造語。弱化子、罰子、嫌悪刺激、罰刺激とも言う。

## 概要
正の罰は、嫌子出現による弱化と言い換えられ、負の強化は、嫌子消失による強化と言い換えられる。
嫌子出現による弱化は、行動の直後に嫌子が出現したり増加したりする事によりその行動の頻度を減少させ、嫌子消失による強化は、行動の直後に好子が出現したり増加したりする事によりその行動の頻度を増加させる。ここでいう行動の直後は、60秒ルールの指針に従い、行動後60秒以内とする。